# Fulgencio Pimentel

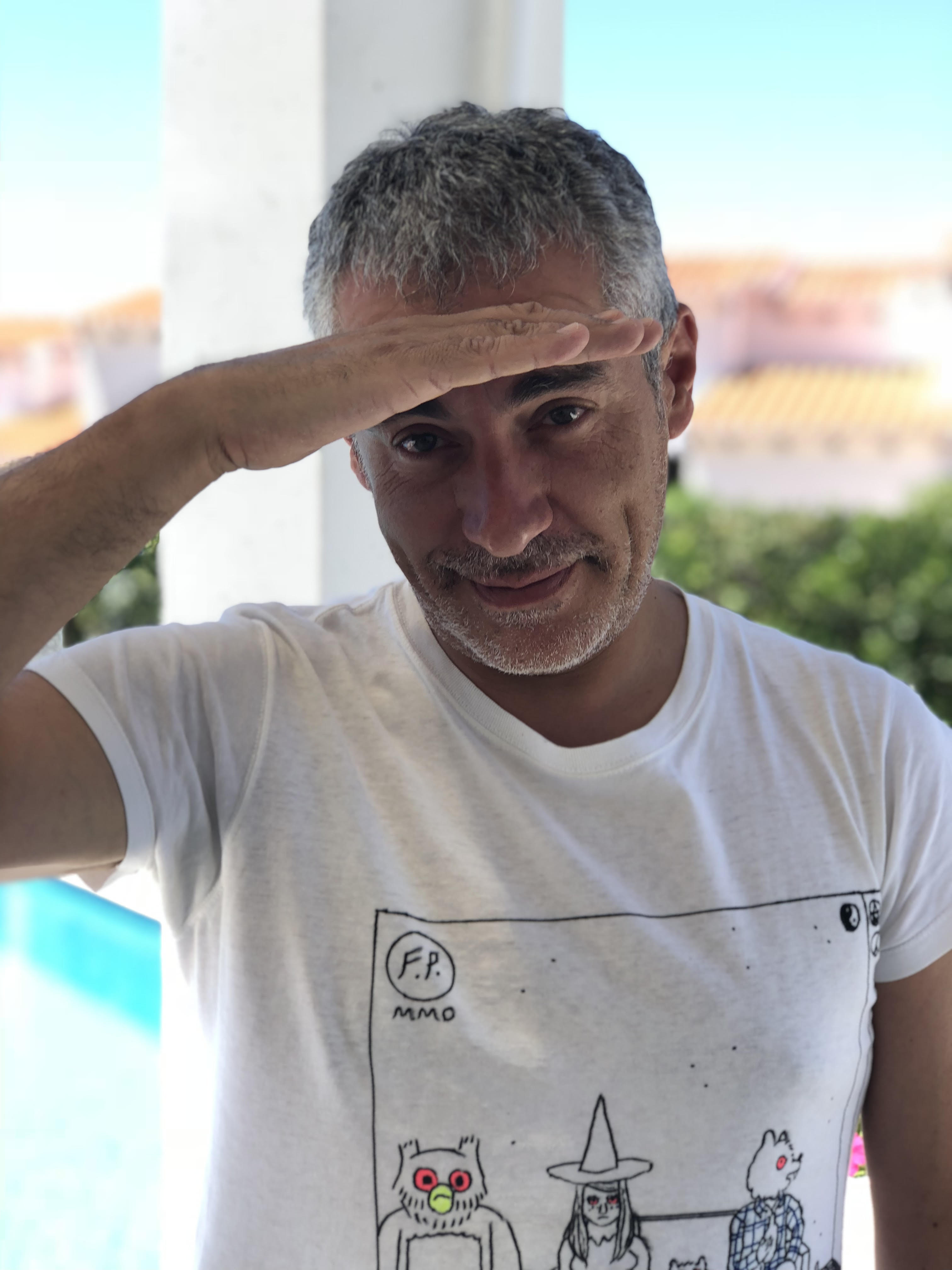
L'editor de Fulgencio Pimentel, César Sánchez.

Fulgencio Pimentel és una editorial dedicada a editar obres de caràcter alternatiu, on destaca còmic d'autor o underground i llibres d'il·lustració, si bé també han publicat poesia. Té les seues oficines a Logronyo (La Rioja), i els seus responsables són César Sánchez i Daniel Tudelilla, que han destacat per les acurades edicions que realitzen. En abril de 2015 van ser víctimes d'un robatori, fet que el va obligar a realitzar una crida per a recaptar fons.
Entre els autors de còmic que publica en castellà hi ha Simon Hanselmann, Olivier Schrauwen, o Joann Sfar. També han publicat obres inèdites de Mauro Entrialgo i han llicenciat autors de Fantagraphics, com Joe Matt.